# カノムファランクディチン
カノムファランクディチン （タイ語: ขนมฝรั่งกุฎีจีน  ）は、アユタヤ朝・ナーラーイ王（1633年-88年）の治世に、ポルトガル菓子の影響を受けてできたタイ風のケーキ。アユタヤ朝の首都の置かれていた当時のアユタヤは貿易の中継地であり、またアユタヤ朝はフランスやスペイン、オランダ、ポルトガルなど、当時の多くのヨーロッパ諸国と外交関係を持っていた。
アユタヤ王朝の崩壊後の、タークシン王（1767年-82年）の時代には、旧首都たるアユタヤからチャオプラヤ川の西岸に位置する新首都（現在のトンブリー）に人々が移住したが、その中には多くのポルトガル人も含まれていた。彼らは国王から移住を許され、タイ人と結婚した。彼らの末裔は、現在もクディチンのコミュニティにいて、今日に至るまで、キリスト教や他の西洋の伝統などといった祖先からの文化的遺産を受け継いでいる。 
カノムファランクディチンは、ポルトガルと中国のケーキが合わさったもので、伝統的な焼き方で作られ、ベーキングパウダーやイーストを使わずに、レーズンや乾燥させた甘いひょうたん、白砂糖を加え、伝統的な焼き方で作られる。 
現在カノムファランクディチンを製造しているのは、タイでは3家族のみである。クディチンのコミュニティ特有の菓子とされていたが、今ではバンランプーやワンラン市場など、他の多くの場所にも広く流通している。